# Christmette

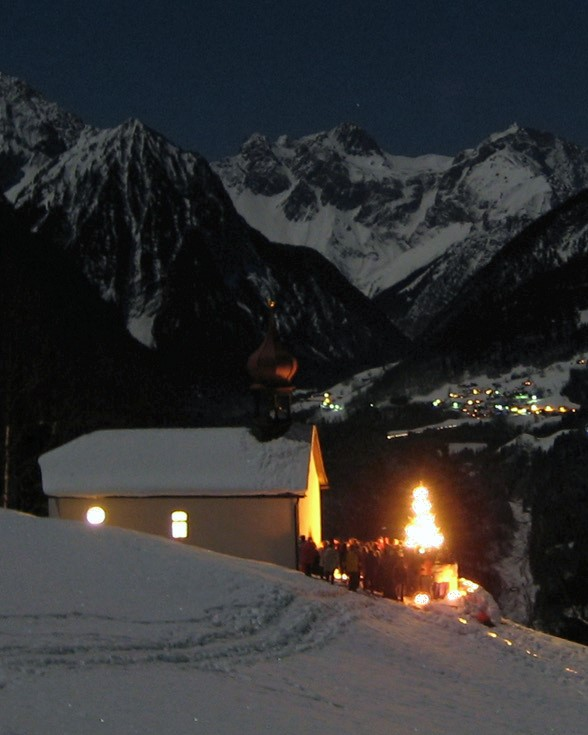
Christmette in der Bergparzelle Laz der österreichischen Gemeinde Nüziders.

Die Christmette ist vom Ursprung her das in der Heiligen Nacht gesungene Stundengebet (Matutin und Laudes) der Kirche zum Weihnachtsfest, das mit der ersten heiligen Messe des Weihnachtsfestes (missa in nocte ‚Messe in der Nacht‘) zusammenwuchs. Heute ist damit meist die heilige Messe gemeint, die zu Weihnachten in der Nacht vom 24. auf den 25. Dezember gefeiert wird. Der Begriff wird ebenfalls in evangelischen Gemeinden für die gottesdienstliche Feier der Christnacht gebraucht.
Die Christmette gehört mit der Feier der Osternacht zu den beiden großen nächtlichen Feiern im Kirchenjahr. Sie beginnt traditionell um Mitternacht, in vielen Pfarrgemeinden allerdings auch schon um 22 oder 23 Uhr. Aus seelsorgerischen Gründen sind aber auch Zeiten bis hin zu 15 Uhr (frühestmöglicher Beginn) erlaubt, z. B. für spezielle „Senioren-“ oder auch „Kindermetten“ als Wort-Gottes-Feiern ohne Eucharistiefeier, häufig auch „Krippenfeier“ genannt. Bis zum 17. und 18. Jahrhundert fand die Mette meist am frühen Weihnachtsmorgen statt. Dieser Brauch ist heute noch in wenigen evangelischen Gemeinden, besonders aber im Erzgebirge anzutreffen. Die Mette wird in diesem Zusammenhang „Uchte“ genannt. 
In einigen katholischen Kirchen singt der Kantor, der Hebdomadar oder der Priester unmittelbar vor der Christmette die feierliche Ankündigung der Geburt des Herrn nach dem Römischen Martyrologium, die ursprünglich zur Prim gehörte – ein weiteres Anzeichen für den Charakter der Christmette als Nachtgottesdienst mit Messfeier und Elementen aus dem Stundengebet.
In vielen Familien gehört der Besuch eines Gottesdienstes am Heiligen Abend zum gewohnten Ritual, auch unabhängig von einer regelmäßigen Gemeindebindung. Die Gottesdienste am Heiligen Abend sind daher in allen christlichen Konfessionen die am besten besuchten im ganzen Jahr. In vielen Gemeinden finden am Spätnachmittag oder frühen Heiligabend weihnachtliche Gottesdienste, Krippenspiele oder „Kinderchristmetten“ statt. Diese sind keine Christmetten, sondern Christvespern oder – falls es sich um Eucharistiefeiern handelt – Abendmessen.
In manchen Gemeinden ist es Brauch, beim Einzug die Figur des Jesuskindes – volkstümlich „Christkind“ genannt – in die Weihnachtskrippe zu legen.
Die Christmette ist als missa in nocte ‚Messe in der Nacht‘ die erste der drei Messen des Weihnachtsfestes, auf sie folgt die Hirtenmesse (missa in aurora ‚Messe bei der Morgenröte‘) und die Messe am Tag (missa in die) als älteste Festmesse an Weihnachten.